# Харчаран
Харчара́н — гірська вершина у східній частині Великого Кавказу. Знаходиться на півночі Азербайджану.